# Aleksandr Kozlov
Aleksandr Sergeyevich Kozlov (tiếng Nga: Александр Серге́евич Козлов; sinh ngày 19 tháng 3 năm 1993 - mất ngày 15 tháng 7 năm 2022) là một cầu thủ bóng đá người Nga. Hiện tại anh thi đấu cho FC Tyumen.

## Sự nghiệp
Kozlov có màn ra mắt tại Giải bóng đá ngoại hạng Nga vào ngày 25 tháng 4 năm 2010 cho F.K. Spartak Moskva.
Vào ngày 16 tháng 1 năm 2017, Kozlov ký bản hợp đồng 1 năm cùng với Giải bóng đá ngoại hạng Kazakhstan side FC Okzhetpes.

## Thống kê sự nghiệp
Tính đến trận đấu diễn ra ngày 5 tháng 11 năm 2017
| Câu lạc bộ          | Mùa giải            | Giải vô địch                       | Giải vô địch | Giải vô địch | Cúp Quốc gia | Cúp Quốc gia | Châu lục | Châu lục  | Khác    | Khác      | Tổng cộng | Tổng cộng |
| Câu lạc bộ          | Mùa giải            | Hạng đấu                           | Số trận      | Bàn thắng    | Số trận      | Bàn thắng    | Số trận  | Bàn thắng | Số trận | Bàn thắng | Số trận   | Bàn thắng |
| ------------------- | ------------------- | ---------------------------------- | ------------ | ------------ | ------------ | ------------ | -------- | --------- | ------- | --------- | --------- | --------- |
| Spartak Moskva      | 2010                | Giải bóng đá ngoại hạng Nga        | 12           | 0            | 1            | 0            | 2        | 0         | –       | –         | 15        | 0         |
| Spartak Moskva      | 2011–12             | Giải bóng đá ngoại hạng Nga        | 8            | 1            | 1            | 0            | 1        | 0         | –       | –         | 10        | 1         |
| Spartak Moskva      | 2012–13             | Giải bóng đá ngoại hạng Nga        | 1            | 0            | 0            | 0            | 3        | 0         | –       | –         | 4         | 0         |
| Spartak Moskva      | 2013–14             | Giải bóng đá ngoại hạng Nga        | 0            | 0            | 0            | 0            | –        | –         | –       | –         | 0         | 0         |
| Spartak Moskva      | 2014–15             | Giải bóng đá ngoại hạng Nga        | 0            | 0            | 0            | 0            | –        | –         | –       | –         | 0         | 0         |
| Spartak Moskva      | 2015–16             | Giải bóng đá ngoại hạng Nga        | 1            | 0            | 0            | 0            | –        | –         | –       | –         | 1         | 0         |
| Spartak Moskva      | Tổng cộng           | Tổng cộng                          | 22           | 1            | 2            | 0            | -        | -         | -       | -         | 24        | 1         |
| Khimki (mượn)       | 2012–13             | Giải Quốc gia Nga                  | 4            | 0            | 0            | 0            | –        | –         | –       | –         | 4         | 0         |
| Tosno               | 2016–17             | Giải Quốc gia Nga                  | 2            | 0            | 0            | 0            | –        | –         | –       | –         | 2         | 0         |
| Fakel Voronezh      | 2016–17             | Giải Quốc gia Nga                  | 15           | 0            | 1            | 0            | –        | –         | –       | –         | 16        | 0         |
| Okzhetpes           | 2017                | Giải bóng đá ngoại hạng Kazakhstan | 28           | 4            | 1            | 0            | –        | –         | –       | –         | 29        | 4         |
| Tổng cộng sự nghiệp | Tổng cộng sự nghiệp | Tổng cộng sự nghiệp                | 71           | 5            | 4            | 0            | 6        | 0         | -       | -         | 81        | 5         |